# Robin White
Robin White (San Diego, Kalifornia, 1963. december 10. –) amerikai teniszezőnő. Pályafutása során két Grand Slam-tornán diadalmaskodott, egy egyéni és tizenegy páros WTA-tornát nyert meg.

## Grand Slam-győzelmek

### Páros
- US Open: 1988

### Vegyes
- US Open: 1989

## Év végi világranglista-helyezései
| Év       | 1987 | 1988 | 1989 | 1990 | 1991 | 1992 | 1993 | 1994 |
| Helyezés | 56.  | 38.  | 90.  | 59.  | 101. | 57.  | 116. | 272. |